# Акти Неон Кердилион
Акти Неон Кердилион (грч. Ακτή Νέων Κερδυλίων) је приморско насељено место у општини Амфипољ у периферији Средишња Македонија, Грчка. Према попису из 2021. године било је 24 становника.
Насеље је подигнуто шездесетих година 20. века и на попису из 1971. године имало је 10 становника.